# شینجی تودو
شینجی تودو (به ژاپنی: 藤堂 新二 Shinji Todo) (زادهٔ ۱ مارس ۱۹۵۵) یک هنرپیشه اهل ژاپن است. نام اصلی او کنیچی موچیزوکی و نام هنری قدیمی او، کوسوکه کایاما است. وی در استان کاناگاوا متولد شد و از دانشگاه بونکا گاکوئن در رشته ادبیات فارغ‌التحصیل شد. او بیشتر به خاطر ایفای نقش مرد عنکبوتی در مجموعه ژاپنی مرد عنکبوتی (۱۹۷۸) شناخته شده‌است.